# ジョージ・バトラー＝ダンヴァース (第5代レインズバラ伯爵)
第5代レインズバラ伯爵ジョージ・ジョン・ダンヴァース・バトラー＝ダンヴァース（George John Danvers Butler-Danvers, 5th Earl of Lanesborough、1794年12月6日 – 1866年7月7日）は、アイルランド貴族。保守党に属し、アイルランド貴族代表議員を務めた。

## 生涯
オーガスタス・リチャード・バトラー＝ダンヴァース閣下（Hon. Augustus Richard Butler-Danvers、1776年7月10日 – 1820年4月26日、第2代レインズバラ伯爵ブリンズリー・バトラーの息子）と1人目の妻メアリー（1802年5月10日没、第2代準男爵サー・ジョン・ダンヴァースの娘）の息子として、1794年12月6日にロンドンで生まれた。
1831年、レスターシャー州長官を務めた。1831年6月6日、レスターシャーの副統監に任命された。
1847年6月13日に従兄（伯父の息子）にあたる第4代レインズバラ伯爵ブリンズリー・バトラーが死去すると、レインズバラ伯爵位を継承した。1849年8月14日にアイルランド貴族代表議員に当選、1866年に死去するまで務めた。貴族院では保守党に属した。
1866年7月7日にパーク・レーンで死去、13日にレスター州スウィズランドで埋葬された。異母弟チャールズ・オーガスタスの息子ジョン・ヴァンシッタート・ダンヴァースが爵位を継承した。

## 家族
1815年8月29日、フランシス・アラベラ・フレマントル（Frances Arabella Fremantle、1850年10月5日没、スティーブン・フランシス・ウィリアム・フレマントルの娘）と結婚した。1851年11月24日、フレデリカ・エマ・ハンター（Frederica Emma Hunter、1808年 – 1870年10月3日、チャールズ・ビショップの娘、サー・リチャード・ハンターの未亡人）と再婚した。2人の妻との間で子供はいなかった。